# May Maxwell

May Maxwell en Egipto con su hija Mary, 1923.

Mary (May) Maxwell (apellido de soltera Bolles ; nacida el 14 de enero de 1870 en Englewood, Nueva Jersey ; fallecida el 1 de marzo de 1940 en Buenos Aires, Argentina ) fue uno de las primeros miembros estadounidenses de la Fe baháʼí .
Mary Ellis Bolles hija de John Bolles y Mary Martin Bolles, nació en Englewood, Nueva Jersey . La apodaron "May" para distinguirla de su madre. May era de ascendencia inglesa. Bolles era una familia distinguida de la ciudad de Nueva York, propietaria de un exitoso banco en la ciudad. Cuando tenía catorce años, May fue enviada a Inglaterra para vivir con sus primos ingleses. Durante un año, May vivió en Kensington. May fue dotada con una gran espiritualidad; en 1885 le regalaron una Biblia, que estudiaba y leía diariamente.
Cuando May se acercaba al final de su adolescencia, su familia decidió que ella debía pensar en casarse. Phoebe Hearst, que era amiga íntima de su madre, financió un extravagante baile de debutantes para May. La llevaron a Washington. Se consideraba a May poseedora de una gran belleza, con una figura pequeña, ojos azules y largo cabello rubio, lo que atrajo a varios pretendientes quienes la cortejaban. El rechazo de estas propuestas de matrimonio frustró a su familia. La llevaron nuevamente a la sociedad de Newport con la esperanza de encontrarle un marido. May se enamoró durante este período y se comprometió, pero este compromiso fue finalmente incumplido. May cayó en una fuerte depresión y fue en esa época en que su salud se deterioró gravemente.
A finales de 1894, May se mudó a París con su madre y su hermano, quien asistía a la École des Beaux-Arts . La madre de May todavía esperaba que se casara, pero a ella le molestaba la alta sociedad parisina. Pasó por períodos de profunda depresión e insomnio y llegó a considerar su ingreso en un convento . En 1897, May perdió a su abuela y a su prima, con quien estaba muy unida. El 27 de mayo se obsesionó con la mortalidad y quedó postrada en cama, lo que hizo pensar a muchos miembros de su familia que iba a morir.

## Peregrinación a Acre
En noviembre de 1898, Phoebe Hearst, acompañada de sus sobrinas y otros baháʼís como Lua Getsinger, hizo escala en París antes de concluir su viaje hacia Oriente. Hearst se sorprendió al ver a May, de 28 años, postrada en cama por la enfermedad crónica que la había afectado. Invitó a May a viajar al Este pensando que el cambio de aire sería beneficioso para su salud. Getsinger también le reveló a May el propósito del viaje: una peregrinación para visitar al guía de la religión baháʼí ʻAbdu'l-Bahá . May llegó a Acre en febrero de 1899. Ella escribió sobre la primera vez que conoció a 'Abdu'l-Bahá: "de ese primer encuentro no puedo recordar ni alegría ni dolor ni nada que pueda nombrar. Había sido transportada de repente a una altura demasiado grande." 

## Como baháʼí
May regresó a París y comenzó a enseñar su nueva fe y jugó un papel importante en la introducción de la religión a varias personas mientras estaba en París. Como resultado hubo muchos nuevos creyentes, entre ellos Charles Mason Remey, Hippolyte Dreyfus, Laura Barney (Dreyfus), el inglés Thomas Breakwell y Juliet Thompson . A su regreso, cinco de las peregrinas más jóvenes encargaron una fotografía y se la enviaron a 'Abdu'l-Bahá. Al recibirla, escribió una tablilla dirigida a las cinco, a quienes llamó las "Cinco Hojas Sagradas". 
May conoció a un amigo cercano de su hermano, William Sutherland Maxwell, un canadiense de origen escocés, y los dos se casaron en 1902 en Londres . William conoció la religión antes de casarse, pero no se hizo baháʼí hasta 1909, después de conocer a 'Abdu'l-Bahá. La pareja tuvo una hija llamada María (Mery) .
La pareja se mudó a Montreal y May instaló un centro baháʼí en su casa. Antes de 1912, apoyó un Tribunal de Niños de Montreal y sus esfuerzos se centraron en el mantenimiento de la estación de leche de Colborne Street. Aproximadamente en 1914, trajo a una maestra Montessori de Nueva York a su casa en Montreal para iniciar la primera escuela de este tipo en Canadá. En Montreal, May continuó atrayendo a su Fe personas como Arthur Armstrong, Rose Henderson y la prima de su marido, Martha MacBean. En 1912, 'Abdu'l-Bahá visitó Canadá y se quedó con los Maxwell. Fue una de las primeras participantes en Green Acre (Acre verde, aprox ½ Ha), el primer centro de formación baháʼí en los Estados Unidos. En 1927 fue miembro de la Asamblea Espiritual Nacional de Estados Unidos y Canadá.
En 1937, su vida cambió drásticamente después que su hija, Mary, se casara con Shoghi Effendi, entonces principal guía de la Fe baháʼí.

## Muerte
A pesar de su mala salud, el 24 de enero de 1940 May decidió salir de Nueva York con su sobrina, Jeanne Bolles, en un barco de vapor rumbo a Brasil, y finalmente llegar a Argentina para enseñar la Fe . Llegó a Buenos Aires el 27 de febrero con euforia; sin embargo, el 1 de marzo, May murió de un infarto. Shoghi Effendi le otorgó el estatus de mártir y 1telegrafió lo siguiente: "La amada sierva de Abdu'l-Bahá y la distinguida discípula May Maxwell (está) reunida (en la) gloria (del) Reino de Abhá. Su vida terrenal, tan rica, llena de acontecimientos, incomparablemente bendecida, (ha) terminado dignamente. Al vínculo sagrado que sus destacados servicios habían forjado, ahora se suma el honor inestimable de la muerte de un mártir. (A) doble corona ganada merecidamente. (El) Plan de Siete Años, particularmente (la) campaña sudamericana, obtiene un nuevo impulso (del) ejemplo (de) su glorioso sacrificio. El puesto de avanzada sur (de) la Fe, enormemente enriquecido por la asociación (con) su histórico lugar de descanso destinado a permanecer como (un) recordatorio conmovedor (de la) marcha irresistible (del) ejército triunfante (de) Baháʼu'lláh. Aconseje a los creyentes (de) ambas Américas (que) celebren una reunión conmemorativa adecuada". .